# Grzegorz Tkaczyk
Grzegorz Tkaczyk, poljski rokometaš, * 22. december 1980, Varšava.
Leta 2008 je na poletnih olimpijskih igrah v Pekingu v sestavi poljske reprezentance osvojil 5. mesto.